# Maison de la juridiction consulaire (Saintes)
La maison de la juridiction consulaire, bâti au XVIIIe siècle, est situé 17 rue Saint-Maur à Saintes, en Charente-Maritime. L'immeuble a été inscrit au titre des monuments historiques en 1931.

## Historique
Le bâtiment est inscrit au titre des monuments historiques par arrêté du 12 janvier 1931.